# Аеробіка на Європейських іграх 2019
Аеробіка на Європейських іграх 2019 — змагання з спортивної аеробіки на Європейських іграх 2019 що проходили з 24 по 25 червня 2019 року в столиці Білорусі, в місті Мінськ, у палаці спорту Мінськ-Арена. Буде розіграно два комплекти медалей. В змаганнях братиме участь 56 осіб.

## Календар
| ЦО | Церемонія відкриття | 2 | Фінали змагань | ЦЗ | Церемонія закриття |

| Червень  | Червень  | 21 Пт | 22 Сб | 23 Нд | 24 Пн | 25 Вт | 26 Ср | 27 Чт | 28 Пт | 29 Сб | 30 Нд | Медалі |
| -------- | -------- | ----- | ----- | ----- | ----- | ----- | ----- | ----- | ----- | ----- | ----- | ------ |
| Аеробіка | Аеробіка |       |       |       | 1     | 1     |       |       |       |       |       | 2      |

## Медалі
| Дисципліна    | Золото                                | Срібло                                    | Бронза                                  |
| ------------- | ------------------------------------- | ----------------------------------------- | --------------------------------------- |
| Змішані пари  | Італія Міхела Кастольді Давіде Донаті | Румунія Андреа Богаті Нікола Дачіан Барна | Росія Тетяна Конакова Григорій Шихалеєв |
| Змішані групи | Росія                                 | Болгарія                                  | Румунія                                 |

### Загальний залік
| Загальна кількість медалей |          |        |        |        |        |
| Місце                      | Країна   | Золото | Срібло | Бронза | Всього |
| 1                          | Росія    | 1      | 0      | 1      | 2      |
| 2                          | Італія   | 1      | 0      | 0      | 1      |
| 3                          | Румунія  | 0      | 1      | 1      | 2      |
| 4                          | Болгарія | 0      | 1      | 0      | 1      |
| -                          | Всього   | 2      | 2      | 2      | 6      |